# Samuel Wanjiru
Samuel Kamau "Sammy" Wanjiru, född 10 november 1986 i Nyahururu, död 15 maj 2011 i Nyahururu, var en kenyansk friidrottare specialiserad på långdistanslöpning.
Wanjiru var bara 18 år när han slog världsrekordet på halvmaraton vid en tävling i Rotterdam. Tiden 59.16 var en förbättring av Paul Tergats tidigare rekord. Han satte även 2005, vid tävlingar i Bryssel, juniorvärldsrekord på 10 000 meter med tiden 26.41,75. 
2007 slog han återigen världsrekordet på halvmaraton då han sprang på 58.33. 2008 blev han tvåa i London Marathon då han för första gången sprang under 2:06. Han deltog även vid Olympiska sommarspelen 2008 i Peking där han vann guld i maratonlöpning. Han slog därmed det gamla och satte nytt Olympiskt rekord på tiden 2:06:32 h.
"Sammy" var då endast 21 år gammal!
I maj 2011 föll denna unga och fantastisk talangfulla maratonlöpare tråkigt nog ifrån en balkong hemma i Nyahururu. Han dog sedan av skadorna bara 24 år gammal.